# Con ISO

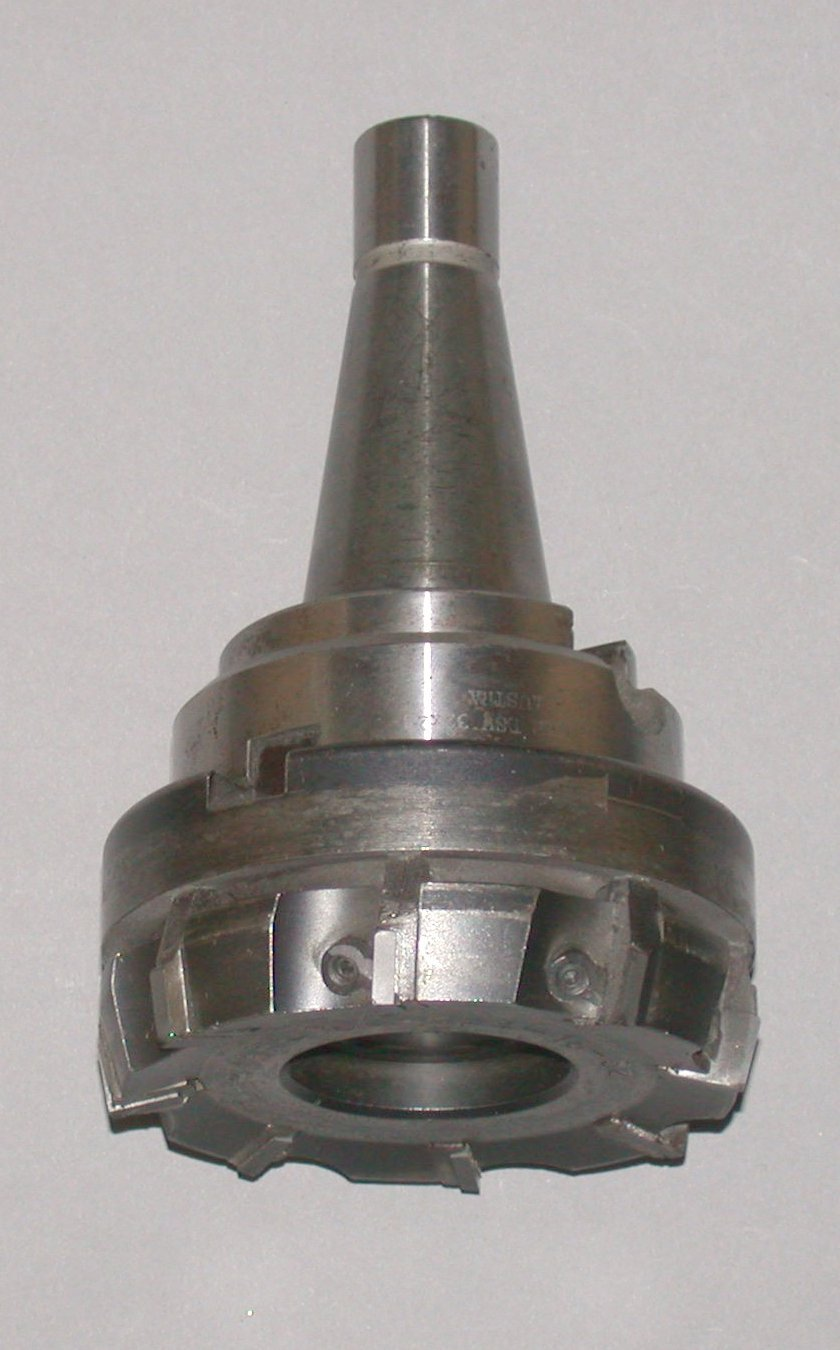
Plat de fulles amb con ISO.

El  con ISO  és el tipus de mànec que tenen molts portaeines que s'acoblen en els eixos d'una fresadora, mandrinadora i centres de mecanitzat.
La conicitat d'aquest tipus de con és superior a les dels con Morse, i també són més robustos.
El con ISO a part del seu conicitat té uns ancoratges que s'acoblen al corresponent de la màquina per evitar el patinants quan es produeixen grans esforços de tall.
Els porta-eines amb con ISO se subjecten a la màquina amb un plançó roscat en el seu extrem, i en les modernes màquines de Control Numèric amb un dispositiu hidràulic que permet l'intercanvi de porta eines de forma automàtica en el procés de mecanitzat d'una peça quan intervenen diverses eines.
Les dimensions dels cons ISO estan normalitzades i es denominen pel diàmetre exterior del con com ISO 30, 40 i 50.
Per conèixer les dimensions dels cons ISO cal consultar un promptuari de mecanitzat.

## Manipulació, transport i emmagatzematge
Aquestes eines són peces metàl·liques pesades, dures però alhora molt fràgils. El seu transport i emmagatzematge s'ha de fer de forma fàcil i segura.
Per a això existeixen uns suports plàstics, amb un allotjament de forma cònica, en els que la mateixa eina queda en posició vertical recolzant directament sobre el seu extrem cònic.
Com que hi ha una gran varietat d'eines amb conicitats diferents, hi ha també el mateix nombre de suports plàstics porta eines, cadascun per a la seva corresponent eina.